# Prednja golenčna mišica
Prednja golenčna mišica (latinsko musculus tibialis anterior) izvira iz lateralnega epikondila golenice in zgornjega dela medkostne opne, ter se narašča na notranjo stran medialnega klina in bazo prvo stopalnice.
Funkcija mišice je dorzalna fleksija v zgornjem skočnem sklepu ter inverzija in addukcija v spodnjem skočnem sklepu.
Oživčuje jo živec peroneus profndus (L4 in L5).